# Singulari Nos
La Singulari Nos es una encíclica del papa Gregorio XVI, promulgada el 25 de junio de 1834, por medio de la cual condena las proposiciones de Félicité Robert de Lamennais, especialmente aquellas que recoge en su libro Paroles d'un croyant.

## Contexto
A través de la encíclica Mirari vos el papa Gregorio XVI había condenado todas las formas de liberalismo y especialmente las doctrinas del catolicismo liberal, que habían adoptado grupos católicos, y había pedido la abjuración de dichas doctrinas y la sumisión de sus sostenedores a la autoridad de la Iglesia: Félicité de Lamennais, Enrique Lacordaire y Charles de Montalembert. Los tres se había sometido, sin embargo Lamennais, que contrario a las exigencias del papa, y convencido de que su doctrina no afectaba en nada la ortodoxia de la fe, escribió un pequeño libro en francés, bajo el título de Paroles d'un croyant (en castellano «Palabras de un creyente»). El pontífice como respuesta al teólogo francés, condena su doctrina por medio de esta encíclica, Singulari Nos, del 25 de junio de 1834.

## Contenido
El texto va dirigido a todos los pastores de la Iglesia católica: «a todos los Patriarcas, Primados, Arzobispos y Obispos» y ya desde el encabezado señala la razón de ser del texto, «Sobre la condena del libro "Paroles d'un croyant" y de su autor de Lamennais».
El texto comienza con la alegría que siente el papa por aquellos que aceptaron la doctrina de la Mirari vos y abjuraron de sus ideas liberales y se sujetaron a la disciplina de la Iglesia, al tiempo que lamenta que Lamennais no haya sido capaz de mantenerse firme en su propósito de fidelidad y sumisión a la Iglesia. Continúa señalando las razones por las cuales el libro Paroles d'un croyant es "dañino" para la fe, lo señala como un texto maquillado con la verdad católica pero que en el fondo tiene el peligro de la doctrina liberal y no se acoge a la doctrina de la Iglesia.
Finalmente el libro viene condenado en el documento y exhorta a los prelados de la Iglesia a mantener la unidad de la misma y a orar para que los rebeldes regresen al seno de esa unidad.

## Consecuencias
Lamennais no reaccionó inmediatamente ante la condena hasta noviembre de 1836, en ese momento hizo pública su ruptura con la Iglesia por medio de la publicación de los Affaires de Rome. Al final de su vida se hizo librepensador y asumió doctrinas panteístas y del naciente socialismo. Murió sin reconciliarse con la Iglesia en 1854. En cambio, todos sus anteriores adeptos abjuraron muy pronto de sus ideas y se sometieron a la autoridad pontificia. No obstante, el influjo del movimiento desencadenado por Lamennais fue profundo y duradero en círculos católicos.